# Voo Doo (zespół muzyczny)
Voo Doo – polska grupa muzyczna wykonująca heavy metal. Powstała w 1984 w Krakowie z inicjatywy muzyków grup Keys i Misterium Dnia Ostatniego. Grupa w 1986 wystąpiła na pierwszej edycji festiwalu Metalmania. Wyróżnienie, jakie wtedy otrzymali muzycy grupy, pozwoliło na realizację debiutanckiego albumu pt. Heavy Metal Voo Doo nagranego w Studio Polskiego Radia w Poznaniu w 1986. Płyta została wydana przez Pronit w 1987, a realizował ją Ryszard Gloger.
Zespół brał udział w festiwalach Metalmania, Jarocin, Metal Meeting Rybnik, Metal Meeting Kraków, Międzynarodowy Festiwal Top Music. Brał udział w finale przebojów TVP Dwójki (Wrocław-Hala Ludowa). Zrealizował teledyski Dzikie lustra (TVP Katowice) i Maszyn wrzask (TVP Kraków). Zrealizował trasy koncertowe w kraju i za granicą, jak w Czechosłowacji z zespołem Turbo. Utwory Voo Doo pojawiały się na listach przebojów jak Top Metal 20. Grupa została rozwiązana w 1990.
Grupa reaktywowała się i obecnie gra w zmienionym składzie.

## Muzycy
- Jaroslaw Błandzinski – śpiew, kompozytor i autor tekstów
- Ryszard Krupa – gitara
- Andrzej Knapp – gitara, do 1988
- Jacek Polak – gitara od 1988
- Adam Śliwa – gitara basowa
- Rudolf Kwaśny – perkusja do 1985
- Bogusław Śliwa – perkusja od 1985

## Dyskografia
- Heavy Metal Voo Doo (1987, Pronit)